# Tryphon asiaticus
Tryphon asiaticus là một loài tò vò trong họ Ichneumonidae.